# Eugen Sandow

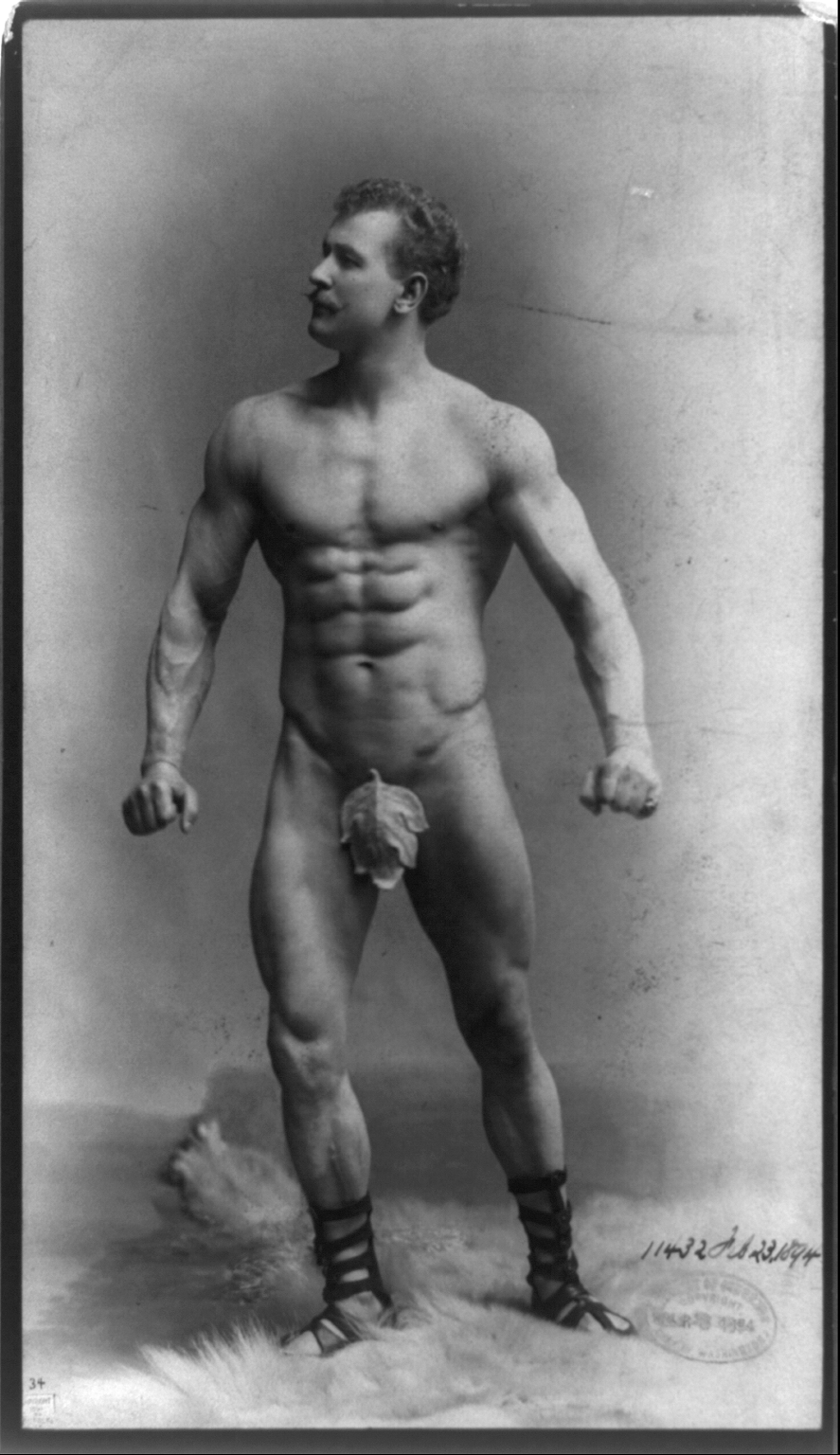
Eugen Sandow w 1894

Eugen Sandow, właśc. Friederich Wilhelm Müller (ur. 2 kwietnia 1867 w Królewcu, zm. 14 października 1925 w Londynie) – siłacz ery wiktoriańskiej, uznawany za pioniera nowoczesnej kulturystyki. Od jego nazwiska jest nazywana sztanga Sandowa. Statuetka z jego sylwetką i sztangą Sandowa jest od 1965 roku wręczana zwycięzcy najbardziej prestiżowych zawodów kulturystycznych na świecie – Mr. Olympia.

## Życiorys
Jego ojciec był jednym z najbardziej cenionych złotników i chętnie wydawał pieniądze na edukację syna. Muller początkowo w ogóle nie interesował się sportem. Jego ulubionym zajęciem było przesiadywanie w bibliotece i zgłębianie wiedzy w zakresie nauk matematyczno-przyrodniczych.
Przełomowy moment w jego życiu nastąpił, gdy miał 15 lat i pojechał z tatą na wycieczkę do Rzymu. To tam pierwszy raz zobaczył rzeźby i obrazy przedstawiające walki gladiatorów oraz postaci znanych z mitologii greckiej i rzymskiej, które eksponowały muskularne sylwetki. Kilkanaście dni później chłopak rozpoczął treningi siłowe. Muller zaczynał od ćwiczeń hantlami, które ważyły zaledwie dwa kilogramy. Trzy lata później potrafił dźwigać jednorącz ponad głowę kulolaski o wadze 100 kg i wstąpił do cyrku. W tych czasach obok popisów akrobatów organizowano tam konkursy siłaczy. Rodzicom nie podobał się nowy pomysł na życie syna, dlatego przestali opłacać mu studia w Brukseli. Młody sportowiec nie zamierzał jednak ulegać presji. Walczył jako zapaśnik, żeby zarobić na utrzymanie, choć wkrótce nabawił się kontuzji ręki i musiał zakończyć „karierę”. W międzyczasie Mueller zmienił imię i nazwisko na Eugene Sandow. W ten sposób chciał pokazać, że ma wciąż ogromny szacunek dla taty, który nie życzył sobie, aby szargano jego nazwisko w cyrku.
O siłaczu z Niemiec po raz pierwszy zrobiło się głośno, gdy wyjechał do Wielkiej Brytanii w 1889 roku. Po kilkunastu miesiącach współpracy z Louisem Attilą, który poprawił jego sylwetkę i siłę, wystartował w show strongmanów Sampsona i Cyklopsa. Na deskach londyńskich teatrów proponowali 500 funtów dla każdego, kto się z nimi zmierzy i wygra. Sandow bez problemu zgarnął całą pulę. Stał się sensacją. Kilka tygodni później pobił rekord świata, podnosząc z przysiadu ponad 120 kg. – Od głowy po stopy nie znajdziesz skazy na jego ciele. Jego rysy twarzy są klasyczne, jego głowa zgrabna i wyważona, wznosi się nad białą i naprężoną szyją. Ramiona ma ogromnie rozległe i na każdej kończynie – od rąk po łydkę – prężą się muskuły – pisała o nim jedna z gazet. Tuż przed przeprowadzką do Nowego Jorku, Sandow występował m.in. przed przyszłym królem Wielkiej Brytanii Edwardem VII. Ten nie mógł się nadziwić, gdy patrzył na człowieka, który gołymi rękami podnosił ogromne ciężary.
W 1893 roku Sandow postanowił zrobić kolejny krok w karierze i przeniósł się do USA. Na początku jego amerykański sen się nie spełniał. Wszystko zmieniło się, gdy Florenz Ziegfeld (twórca produkcji rewiowych na Broadwayu) zauważył, jak kobiety reagują na Sandowa podczas występów na scenie i wziął go pod swoje skrzydła. Ziegfeld nauczył Niemca sztuki pozowania oraz nawiązywania kontaktu z publicznością i oddziaływania na nią. Dodał do jego repertuaru kilka nowych numerów, w tym zrywanie łańcucha, który był zawieszony wokół jego szyi. Na koniec załatwił występ na światowej wystawie w Chicago. Program Sandowa zapowiadano na plakatach jako występ „perfekcyjnego mężczyzny”, „największej sensacji wieku” oraz „najsilniejszego człowieka na ziemi”. To działało na wyobraźnię ludzi, którzy wykupili wszystkie bilety. Przez kolejne miesiące pokazy Niemca gromadziły tysiące ludzi. Sandow organizował również prywatne imprezy dla najzamożniejszych. Kiedy uznał, że nie ma już żadnej konkurencji na świecie, walczył z prawdziwym lwem i go pokonał. Ciągła presja i natłok obowiązków sprawiły, że Sandow wpadł w dołek psychiczny. W pokonaniu depresji pomogła mu Blanche Brookes, z którą później się ożenił i wrócił do Anglii.
Z dala od świateł jupiterów niemiecki siłacz napisał pięć książek i zaczął pomagać innym w osiągnięciu wymarzonej sylwetki. Jego pierwsza siłownia była skierowana głównie do arystokracji i gwarantowała efekty w trzy miesiące. Potem powstawały kolejne, także dla tych biedniejszych. Treningi Sandowa jak na tamte czasy były czymś rewolucyjnym. – Przed nim nikt nie powtarzał danego ćwiczenia więcej niż dwa razy. Sandow był pierwszym, który kazał ćwiczyć po 50 razy to samo. Zamiast ciężkich odważników, wprowadził lżejsze, by móc robić całe serie – tłumaczył Arnold Schwarzenegger. Na siłowniach Niemiec nie poprzestawał. Zaczął wydawać magazyn poświęcony diecie i treningom. Listy z prośbą o rady pisali do niego ludzie z całego świata, w tym m.in. prezydent Stanów Zjednoczonych, Franklin Delano Roosevelt, czy jeden z ojców polskiej niepodległości, Ignacy Jan Paderewski.
W 1901 roku Sandow zorganizował pierwsze w historii zawody kulturystyczne w Royal Albert Hall w Londynie. Na trybunach nie brakowało sław, jak np. sir Arthura Conana Doyle’a, autora książek o Sherlocku Holmesie.
W kolejnych latach jego sława rosła. Sandow produkował gorsety i damską bieliznę pod swoim nazwiskiem, później również cygara, kakao i czekoladę. Do tego wspierał organizację Igrzysk Olimpijskich w 1908 roku i finansował ekspedycję, której celem było zdobycie bieguna południowego. Imperium biznesowe siłacza zaczęło się walić po wybuchu I wojny światowej. Sandow miał już brytyjskie obywatelstwo, ale ludzie zaczęli mu wypominać, że pochodzi z Niemiec i przestali przychodzić do jego siłowni, a sklepikarze odmawiali sprzedawania jego produktów.
Sandow zmarł w 1925 roku. Oficjalnie z powodu tętniaka aorty, ale pojawiały się również inne teorie. Jedna z nich mówiła o syfilisie. Sportowiec miał się nim zarazić od jednej ze swoich kochanek. Chodzą też plotki, że Sandow miał wypadek samochodowy. – Auto podobno wpadło do przydrożnego rowu, a siłacz doznał licznych obrażeń oraz krwotoku wewnętrznego. Po przewiezieniu do szpitala zmarł.

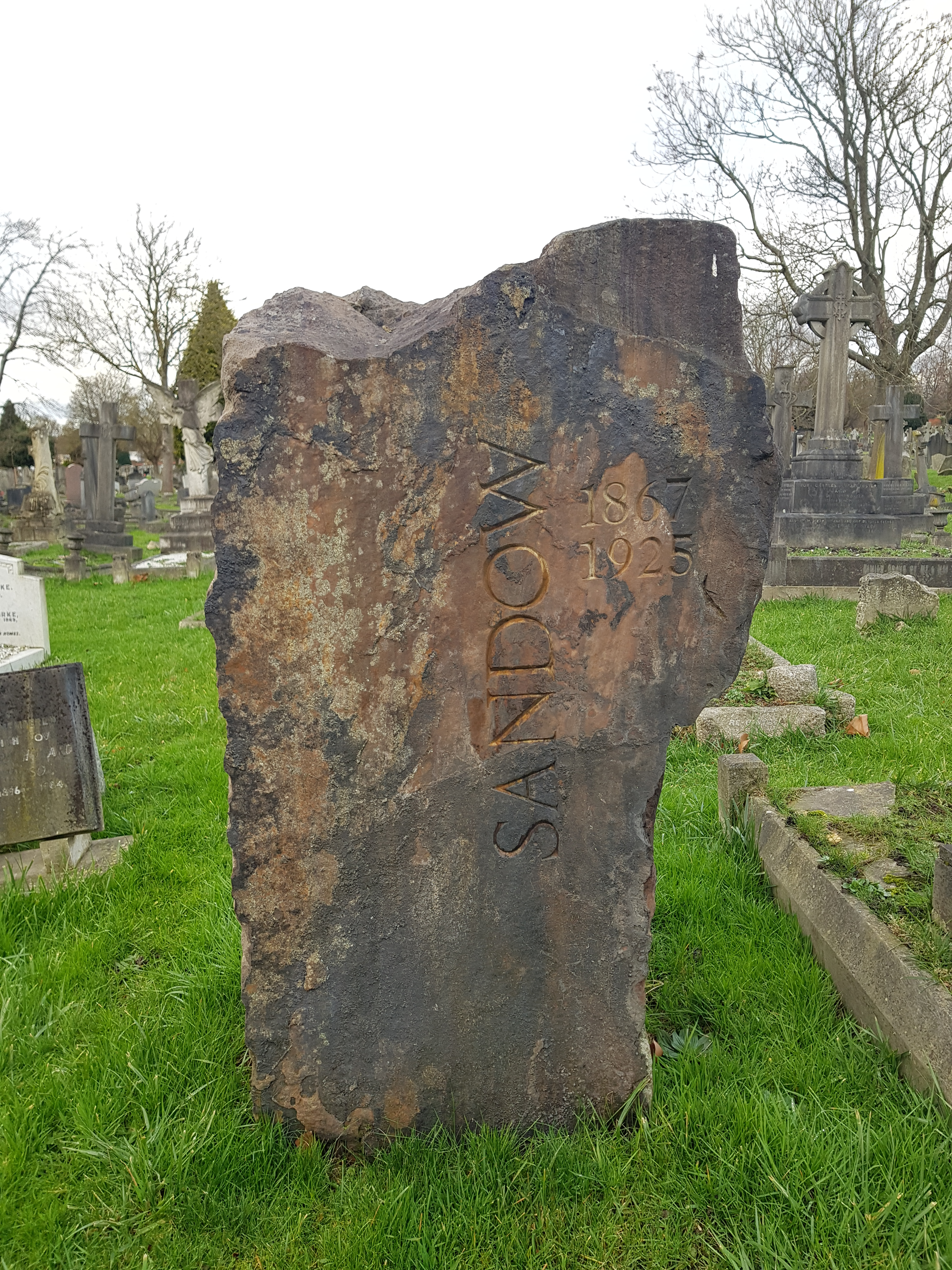
Obecny wygląd grobu Sandowa

Sandow został pochowany w nieoznaczonym grobie na cmentarzu Putney Vale na prośbę żony. W ostatniej podróży towarzyszyło mu dziesięć tysięcy ludzi.

## Filmografia

### Aktor
- 1894: Souvenir Strip of the Edison Kinetoscope jako on sam
- 1894: Sandow jako on sam

### Aktor (zdjęcia archiwalne)
- 2004: Broadway: The American Musical jako on sam
- 1994: 100 Years at the Movies jako on sam